# Anne de Xainctonge
Anne de Xainctonge (Digione, 21 novembre 1567 – Dole, 8 giugno 1621) è stata una religiosa francese, fondatrice della Compagnia di Sant'Orsola di Dole.

## Biografia
Nacque da una benestante famiglia aristocratica francese: suo padre era consigliere del parlamento di Digione.
Crebbe nei pressi del collegio dei gesuiti di Digione e maturò la decisione di fondare un analogo istituto destinato all'educazione femminile. Istituzioni analoghe erano già diffuse in Francia, ma erano gestite da religiose di clausura e dedite prevalentemente alla formazione di fanciulle nobili: la de Xainctonge pensava invece a una comunità di insegnanti che professassero i consigli evangelici ma non fossero vincolate da voti o tenute alla clausura, come le orsoline di Angela Merici.
In Francia, però, le comunità orsoline stavano adottando la regola di sant'Agostino e una forma di vita monastica. Anne de Xainctonge si trasferì allora a Dole, possedimento spagnolo, e venne autorizzata a fondare una compagnia di orsoline secolari secondo la regola di Tournon, derivata da quella delle orsoline di Ferrara.
Dopo quella di Dole, la fondatrice fondò altre sette scuole: morì cinquantatreenne nel 1621.
Il 24 novembre 1900 è stata introdotta la sua causa di canonizzazione; il 14 maggio 1991 è stato promulgato il decreto sulle virtù eroiche di Anne de Xainctonge e le è stato riconosciuto il titolo di venerabile.